# Більчинка (притока Горині)
Більчинка (Змійка)  — річка в Україні, ліва притока річки Горинь. Басейн Дніпра.

## Географія
Довжина — 16 км. Площа водозбірного басейну — 54,3 км². Середній похил русла  — 1,9 м/км. Швидкість течії — 0,2—0,3 м/с. Долина коритоподібна, завширшки 0,1—0,6 км (у верхів'ї маловиражена). Річище, здебільшого, пряме, шириною до 1 м, глибиною 0,3—0,6 м. Частково використовується для господарських потреб.
Бере початок з джерел поблизу заповідного урочища «Круглик», на східній околиці села Гаврилівка на Подільській височині. Тече в східному — південно-східному напрямку по території  Шепетівського району Хмельницької області і впадає в річку Горинь навпроти села Васьківці.

### Живлення
Живлення переважно снігове і дощове, частково джерельне. Льодостав з середини грудня до початку березня. Має 3 невеликі притоки, загальною довжиною — 4 км.

### Населені пункти
На річці розташовані села Більчин, Більчинка, Іванівка.